# Nizina Środkowolitewska

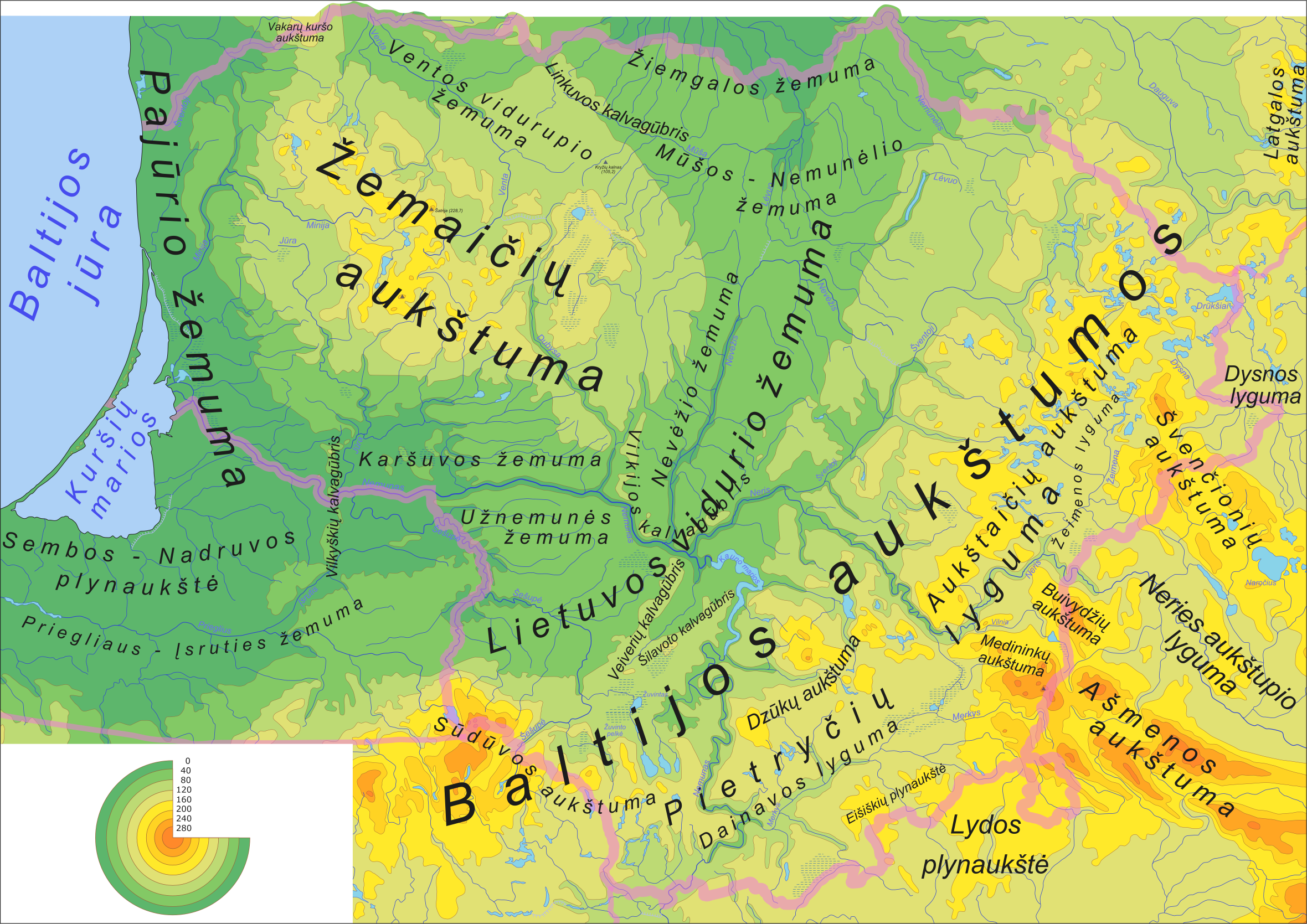
Mapa Litwy z zaznaczoną Niziną Środkowolitewską (Vidurio Lietuvos žemuma)

Nizina Środkowolitewska (lit. Vidurio Lietuvos žemuma) – rozległa nizina znajdująca się w środkowej części Litwy (gł. Auksztota i Żmudź), pomiędzy Wyżyną Bałtycką/Pojezierzem Litewskim a Wysoczyzną Żmudzką. Ma kształt wygiętego łuku sięgającego do Łotwy z jednej strony a obwodu królewieckiego z drugiej. Geograficznie należy do Niziny Wschodnioeuropejskiej, osiąga szerokość do 100 km. 
Jest to teren bagnisty, którym przepływają w głębokich dolinach liczne rzeki. Najważniejsze są Niemen z dopływami oraz dopływy Dźwiny, wśród nich m.in. Szeszupa, Święta (dolny bieg), Niewiaża, Mitwa, Musza, Niemenek, Wilia (dolny bieg), Dubissa, Jura. Wysokość n.p.m. nie przekracza 80-100 metrów, a czasem spada poniżej 40 m. Choć jest to teren polodowcowy, brakuje na nim charakterystycznych pagórków morenowych. Wymienione rzeki często mają podmokłe brzegi, które wypełniają łąki, wykorzystywane rolniczo. Brzegi są urozmaicone zależnie od podłoża. Na Nizinie Środkowolitewskiej występują jedynie nieliczne, małe jeziorka. Wiele jest tu także lasów. W wielu miejscach drzewa iglaste ustępują liściastym, szczególnie w części południowej. Średnie roczne opady wynoszą 500–600 mm.